# Kevin Painter
Kevin Painter (Billericay, 1967. július 12. –) angol dartsjátékos. 1992-től 2001-ig a British Darts Organisation, majd 2001-től 2021-ig a Professional Darts Corporation tagja. 2004-ben világbajnoki döntőt játszott a PDC-nél. Beceneve "The Artist".

## Pályafutása

### BDO
Painter 17 éves korában kezdett el dartsozni. A BDO-nál először 1994-ben vett részt világbajnokságon, mely az első olyan vb volt, ahol már nem szerepeltek az olyan korábbi BDO kiválóságok, mint Eric Bristow, Phil Taylor, Dennis Priestley vagy John Lowe. Ők ekkor már az újonnan (általuk) alapított WDC (későbbi nevén PDC) szervezet versenyein indultak. Painter ezen a világbajnokságon az első körben búcsúzott, ahol Kevin Kenny 3–2-re győzött ellene. Painter ettől az évtől kezdve lett ismert játékos, több tévés szereplése is volt.
A következő BDO világbajnokságon 1995-ben a második kör jelentette számára a végállomást. Ebben az évben megnyerte a British Open-t, amely a BDO egyik rangos versenye volt. A következő három világbajnokságon (1996, 1998, 1999) a második körnél egyszer sem sikerült tovább jutnia. Az áttörés számára a 2000-es BDO világbajnokságon jött el, ahol a negyeddöntőig menetelt, majd a későbbi győztes Ted Hankey ellen kapott ki 5–2-re. Ebben az évben részt vett a World Grand Prix kiemelt PDC tornán, ahol a második körben Taylortól szenvedett vereséget. A PDC-s tornán való részvétel ellenére mégsem folytatta karrierjét a PDC-nél, hanem továbbra is a BDO-nál maradt.
2001-ben a vb-n ismét a negyeddöntőig jutott, ahol ismét 5–2-re kapott ki, ezúttal honfitársa Andy Fordham ellen. Szintén az előző évhez hasonlóan, újra részt vett a World Grand Prix tornán, ahol meglepetésre legyőzte Taylort az első fordulóban. Painter ezek után a negyeddöntőig jutott a tornán, mielőtt 6–1-re kikapott Dennis Smith-től. Ebben az évben két kiemelt BDO tornán (Finder Masters, World Darts Trophy) is a negyeddöntőbe jutott, melyek a legjobb eredményei voltak ezeken a tornákon. Painter 2001-ben elhagyta a BDO-t és átszerződött a PDC-hez.

### PDC
Painter 2002-ben már a PDC-világbajnokságán vett részt, ahol rögtön az első körben kiesett Ronnie Baxter ellen. Ebben az évben megnyerte a Bob Anderson Classic tornát, de a rangosabb versenyeken nem sikerült számára az előrelépés. Ennek ellenére újra részt vehetett a 2003-as világbajnokságon, ahol az elődöntőbe sikerült jutnia. Ellenfele a 2001-es döntős, valamint később az ez évi világbajnok John Part volt, akitől 6–4-es vereséget szenvedett.
A következő világbajnokságon sikerült ezt az eredményt is felülmúlnia és bekerült a vb-döntőbe. Ellenfele az akkoriban már nyolcszoros PDC világbajnok Phil Taylor volt. A döntőben Painter 4–1-re is vezetett, de Taylor egyenlíteni tudott 6–6-ra. Az utolsó szettet is a végletekig kijátszották (5–5 volt az eredmény), így következhetett a "hirtelen halál"-ként elhíresült utolsó játszma. Ezt végül Taylor megnyerte, így újra ő lett a világbajnok, immáron kilencedszer (a BDO világbajnokságokat is beleszámítva tizenegyedszer). Painter számára az év további részében is jöttek már az erősebb eredmények, a UK Openen negyeddöntőt, valamint a Las Vegas Desert Classic-on elődöntőt játszhatott.
A következő két világbajnokságon (2005 és 2006) a negyeddöntőig jutott, ahol mindkétszer Taylor ellen esett ki. Painter formája 2006-ra kissé visszaesett, de ennek ellenére is sikerült egy tornagyőzelmet szereznie egy UK Open kvalifikációs versenyen. 2007 elejére a ranglistán a 18. helyre esett vissza, melybe már a 2007-es vb-n Colin Osborne ellen elszenvedett első körös vereség is beleszámított. Ennek az évnek az első felében szinte már a versenyek elején kiesett, javarészt Taylortól és Raymond van Barneveld-től szenvedett vereséget.
A 2008-as vb-n a legjobb 16 között legyőzte a címvédő van Barneveldet. Painter végül az elődöntőig jutott, ahol 2003-hoz hasonlóan újra a kanadai John Part volt az ellenfele. Painternek ezúttal sem sikerül a döntőbe kerülés, kanadai ellenfele 6–2-re győzedelmeskedett ellene.
A következő vb-re a 17. helyen kiemeltként érkezett és a harmadik körben újra Taylort kapta ellenfeléül. Painter-nek ez volt a negyedik meccse Taylor ellen a világbajnokságon, de ezúttal sem tudta legyőzni honfitársát, akitől végül 4–1-es vereséget szenvedett.
A 2010-es világbajnokságon is a harmadik körig sikerült eljutnia Painter-nek, ahol szintén 4–1-re kapott ki, ezúttal Raymond van Barneveld-től. 2011-ben a vb-n már az első körben kiesett. Ebben az évben megszerezte első kiemelt torna győzelmét, melyet a Players Championship Finals-ön sikerült véghez vinnie. A döntőben a walesi Mark Webstert sikerült legyőznie 13–9-re. Painter ezzel a tornagyőzelemmel újra visszakerült a világranglistán a legjobb 10-be.
A következő három világbajnokságon (2012, 2013, 2014), mindháromszor a harmadik körben búcsúzott a tornától. 2012-ben meghívták a Premier League küzdelmeire, ahol végül a hetedik helyen végzett.
A 2015-ös világbajnokságon már csak a második körig sikerült eljutnia, ahol a spanyol Cristo Reyes ellen esett ki. A 2016-os majd a 2017-es világbajnokságon mindkétszer Taylor-ral került össze a második fordulóban, de ezúttal sem tudta őt legyőzni.
A 2018-as világbajnokságon Painter-nek már a második körbe való bejutást sem sikerült véghez vinnie, ezúttal az ötödik helyen kiemelt Mensur Suljović-tól kapott ki 3–0-ra az első fordulóban.

## Tornagyőzelmei
| UK Open Regionals/Qualifiers - Regional Final (NEE): 2006 - Regional Final (SWE): 2004 | - BDO British Open: 1997 - Bob Anderson Classic: 2002 - England Open: 1995 - Sheppey Darts Classic: 2004 - Swedish Open: 2000 - ADC European Championship Belt: 2022 |

## Döntői

### BDO nagytornák: 1 döntős szereplés
| Eredmény | Sorszám | Év   | Bajnokság         | Ellenfél a döntőben | Pontok   |
| Győztes  | 1.      | 1997 | British Matchplay | Steve Beaton        | 3–0 (sz) |

### PDC nagytornák: 2 döntős szereplés
| Történet                          |
| PDC Világbajnokság (0–1)          |
| Players Championship Finals (1–0) |

| Eredmény | Sorszám | Év   | Bajnokság                   | Ellenfél a döntőben | Pontok   |
| Döntős   | 1.      | 2004 | PDC Világbajnokság          | Phil Taylor         | 6–7 (sz) |
| Győztes  | 1.      | 2011 | Players Championship Finals | Mark Webster        | 13–9 (l) |

1. 1 2  (l) = pontszám legekben, (sz) = pontszám szettekben.

## Világbajnoki szereplései

### BDO
- 1994: Első kör (vereség  Kevin Kenny ellen 2–3)
- 1995: Második kör (vereség  Martin Adams ellen 4–5)
- 1996: Első kör (vereség  Ronnie Baxter ellen 2–3)
- 1998: Második kör (vereség  Richie Burnett ellen 1–3)
- 1999: Második kör (vereség  Ronnie Baxter ellen 0–3)
- 2000: Negyeddöntő (vereség  Ted Hankey ellen 2–5)
- 2001: Negyeddöntő (vereség  Andy Fordham ellen 2–5)

### PDC
- 2002: Első kör (vereség  Ronnie Baxter ellen 2–4)
- 2003: Elődöntő (vereség  John Part ellen 4–5)
- 2004: Döntő (vereség  Phil Taylor ellen 6–7)
- 2005: Negyeddöntő (vereség  Phil Taylor ellen 1–5)
- 2006: Negyeddöntő (vereség  Phil Taylor ellen 1–5)
- 2007: Első kör (vereség  Colin Osborne ellen 1–3)
- 2008: Elődöntő (vereség  John Part ellen 2–6)
- 2009: Harmadik kör (vereség  Phil Taylor ellen 1–4)
- 2010: Harmadik kör (vereség  Raymond van Barneveld ellen 1–4)
- 2011: Első kör (vereség  Brendan Dolan ellen 0–3)
- 2012: Harmadik kör (vereség  John Part ellen 2–4)
- 2013: Harmadik kör (vereség  Adrian Lewis ellen 2–4)
- 2014: Harmadik kör (vereség  Simon Whitlock ellen 0–3)
- 2015: Második kör (vereség  Cristo Reyes ellen 3–4)
- 2016: Második kör (vereség  Phil Taylor ellen 1–4)
- 2017: Második kör (vereség  Phil Taylor ellen 0–4)
- 2018: Első kör (vereség  Mensur Suljović ellen 0–3)

### WSDT
- 2022: Elődöntő (vereség  Robert Thornton ellen 2–4)
- 2023: Elődöntő (vereség  Robert Thornton ellen 0–3)